# 华岩镇
华岩镇，是中华人民共和国重庆市九龙坡区下辖的一个乡镇级行政单位。

## 行政区划
华岩镇下辖以下地区：
齐团村、朝阳村、幸福村、联合村、石龙村、西站村、石堰村、新政村、中梁村、共和村、西山村、华岩村、半山村和云峰村。